# Roncador (Utuado)
Roncador es un barrio ubicado en el municipio de Utuado en el estado libre asociado de Puerto Rico. En el Censo de 2010 tenía una población de 637 habitantes y una densidad poblacional de 102,99 personas por km².

## Geografía
Roncador se encuentra ubicado en las coordenadas 18°15′37″N 66°44′55″O / 18.26028, -66.74861. Según la Oficina del Censo de los Estados Unidos, Roncador tiene una superficie total de 6.18 km², que corresponden a tierra firme.

## Demografía
Según el censo de 2010, había 637 personas residiendo en Roncador. La densidad de población era de 102,99 hab./km². De los 637 habitantes, Roncador estaba compuesto por el 94.35% blancos, el 2.04% eran afroamericanos, el 0.16% eran amerindios, el 0.31% eran asiáticos y el 3.14% eran de otras razas. Del total de la población el 99.37% eran hispanos o latinos de cualquier raza.